# 罗山县
罗山县位于中华人民共和国河南省东南部，大别山北麓，淮河上游，是信阳市下辖的一个县，邻接湖北省。县人民政府驻城关镇。
当地自古人才辈出，蜀汉四英之一费祎、清朝南河总督、治河功臣黎世序、近代历史名家尚钺以及著名科幻小说作家刘慈欣都出自罗山。

## 历史沿革
商代属息方。西汉始置鄳县，属江夏郡。魏晋沿用汉制。南朝宋分鄳县置宝城县，属义阳郡。南齐改为宝城为保城，属北义阳郡。北魏时分置保城县、鄳县、东随县。保城县、鄳县属齐安郡。北齐合三县置高安县，仍属齐安郡。
隋开皇三年（583年）高安县并入钟山县。开皇十六年（596年）析钟山县地置罗山县，属义阳郡。因县境西南有小罗山，由此得名。唐武德四年（612年）置南罗州，领罗山一县。武德八年（625年）南罗州废，罗山县属申州。五代同唐制。宋开宝九年（976年）罗山县废。雍熙三年（986年）复置，属信阳军。
元至元二十年（1283年）信阳州改治于罗山县城，原罗山县治迁往西南，称罗山新县，属汝宁府信阳州。
明洪武元年（1368年）县治复旧，仍称罗山县，属信阳州。洪武七年（1374年），改属汝宁府。成化十年（1475年）复属信阳州。清朝罗山属汝宁府。
中华民国2年（1913年）废州改县，罗山县属豫南道，后改成汝阳道。民国16年（1927年）废道，直属河南省。17年（1928年）河南省分为14个行政区，罗山属第七（信阳）督察行政区。民国21年（1932年）划属河南省第九（潢川）行政督察区。民国22年（1933年）析县境南部一片，新置湖北省礼山县，即今大悟县。
1949年3月中国人民解放军占领罗山，属潢川专区。1952年潢川专区并入信阳专区，罗山随之并入。1998年信阳撤地设市，罗山为其辖县。

## 人口民族
根據第七次人口普查數據，截至2020年11月1日零時，羅山縣常住人口為49.32萬人。

## 自然地理
罗山县位于河南省南部，河南、湖北两省交界地带，大别山北麓。地势西南高、东北低，全境属淮河流域，土地构成大致为“五山一水四分田”。

## 行政区划
罗山县下辖3个街道办事处、11个镇、6个乡：
丽水街道、宝城街道、龙山街道、周党镇、竹竿镇、灵山镇、子路镇、楠杆镇、青山镇、潘新镇、彭新镇、莽张镇、东铺镇、铁铺镇、庙仙乡、定远乡、山店乡、朱堂乡、尤店乡、高店乡和河南省五一农场。

## 特产
天湖古酒：中国地理标志产品。

## 名胜古迹
- 灵山风景名胜区，位于灵山镇，中国国家4A级旅游景区。
- 董寨鸟类国家级自然保护区，以白冠长尾雉最为著名。[6]
- 红二十五军长征出发地，全国重点文物保护单位。[7]